# Moncloa-Aravaca
Moncloa-Aravaca est un des vingt-et-un districts de la ville de Madrid. D'une superficie de 4 492,75 hectares, il accueille 115 713 habitants. 

## Géographie
Le district est divisé en sept quartiers (barrios) :
- Casa de Campo
- Argüelles
- Ciudad Universitaria
- Valdezarza
- Valdematín
- El Plantío
- Aravaca